# رهان الملحد

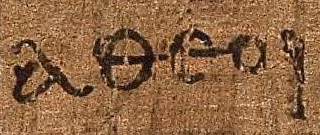

رهان الملحد (بالإنجليزية: Atheist's Wager)‏ هو رد إلحادي على رهان باسكال حول وجود الإله. تم تشكيل ووضع الرهان في عام 1990 من قبل مايكل مارتن في كتابه الإلحاد: تعليل فلسفي ومنذ ذلك الوقت تلقى بعض المجاذبات في الكتابات الإلحادية والدينية.
تقترح أحد أشكال رهان الملحد أن الشخص يجب أن يعيش حياة جيدة دون الدين بما أن الإله -كما يقول مارتن- المحب والكريم سيجازي الأعمال الحسنة، وإذا لم يكن هناك إله، فإن الشخص الجيد سيخلف إرثاً إيجابياً. يقترح الشكل الآخر بأنه عوضاً عن الجزاء الحسن للإيمان كما في رهان باسكال، قد يجازي الإله عدم الإيمان جزاء حسناً، وفي هذه الحالة قد يخاطر الشخص بخسارة السعادة الأبدية عن طريق الإيمان بإله دون دليل، عوضاً عن عدم الإيمان على نحو مبرر.